# Grindrod

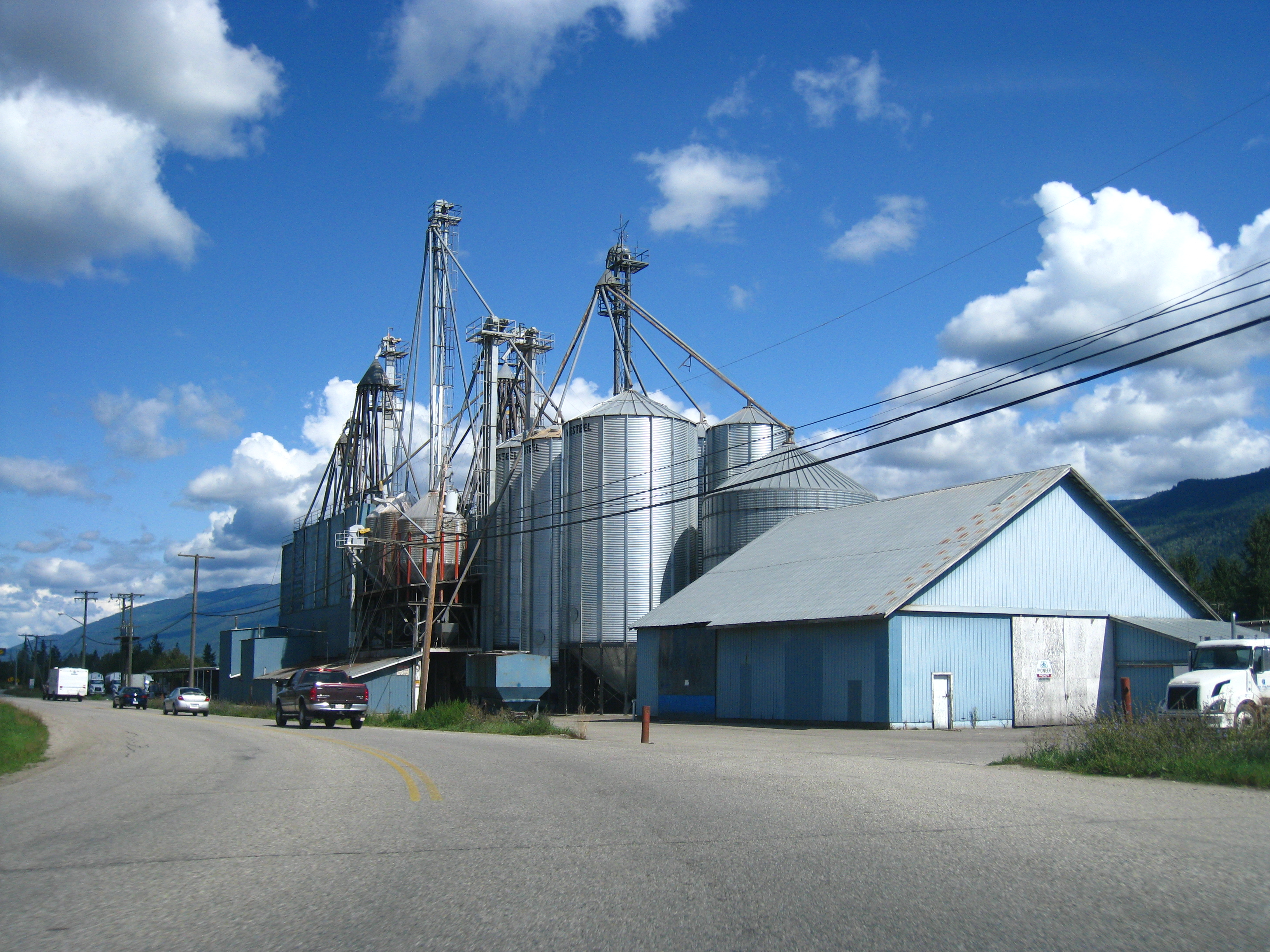
Grindrod en Colombie Britannique

Grindrod est une localité désignée située dans la province de la Colombie-Britannique, dans le District régional de North Okanagan.